# Martin von Dunin
Martin von Dunin (født 11. november 1774 i Wał i Masovien, død 26. december 1842) var en polsk kirkemand.
von Dunin var ærkebiskop i Gnesen-Posen, da striden om de blandede ægteskaber udbrød i Preussen. Han udsendte så 1838 to rundskrivelser til sine præster, hvori han forbød dem at vie en katolik til en ikke-katolik, uden at disse forinden havde lovet at lade alle deres børn opdrage i den katolske religion. Den preussiske kultusminister lod indlede undersøgelse mod von Dunin som den, der havde overskredet sin ermbedsmyndighed, og 1839 dømtes han til 6 måneders fæstningsarrest. Kongen ændrede dommen til et forbud mod at forlade Berlin, men da von Dunin alligevel forlod byen, blev han fængslet og ført til fæstningen Kolberg. Da Frederik Vilhelm IV besteg tronen, indsatte han von Dunin i hans embede (1840), uden at rundskrivelserne af 1838 var tagne tilbage.